# Tachycnemis seychellensis
Tachycnemis seychellensis é uma espécie de anfíbio da família Hyperoliidae, sendo a única pertencente ao gênero Tachycnemis. É endêmica das Ilhas Seychelles, podendo ser encontrada nas quatro principais ilhas graníticas do arquipélago: Mahé, Silhouette, La Digue e Praslin. Habita florestas, que podem estar degradadas ou não, áreas de plantio, de preferência mais antigas, e locais com grande influência humana, como no planalto costeiro de La Digue.

## Descrição
O fenótipo varia bastante entre indivíduos de diferentes ilhas, tendo a população de Mahé como a mais diferenciada. Nesta ilha, os indivíduos apresentam um grau de dimorfismo sexual maior, com o dorso dos machos sendo marrom e sem nenhum padrão de manchas, enquanto as fêmeas apresentam o dorso verde-claro, podendo ter ou não um padrão de manchas, porém, quando capturados, podem mudar sua coloração para um tom mais claro ou amarelado. Na ilha de Praslin também há um certo grau de dimorfismo, só que menor, com a coloração dorsal dos machos variando entre o marrom e o verde-amarelado, podendo tê-lo pontilhado de branco, enquanto o das fêmeas é verde-claro sem manchas. Nas demais ilhas, tanto os machos quanto as fêmeas são verdes, variando apenas no matiz da cor. A coloração ventral de todas as populações costuma ser parecida, com a dos machos sendo mais clara do que a das fêmeas, e com a região gular sendo rosa-amarelado.
As fêmeas medem aproximadamente 76 milímetros, enquanto os machos mendem 51 milímetros. Sua pupila é vertical e seu tímpano é visível. Os discos adesivos dos dedos da mão são grandes enquanto os do dedo do pé são pequenos. Seu corpo possui inúmeros tubérculos, cujo aparecimento não está associado com as estações do ano ou período reprodutivo, e sua presença é maior nos machos do que nas fêmeas. A localização deles varia de acordo com sua população, com os machos da ilha de Silhouette tendo mais no dorso, no ligamento tibial da pata traseira e na parte dorsal da cabeça do que nos demais indivíduos de outras ilhas.

## Comportamento
É uma espécie de hábitos noturnos, e durante o dia, os indivíduos domem em cima de folhas e frondes no topo de palmeiras e árvores, onde passa, praticamente toda sua vida, descendo apenas para se reproduzir, onde se agrupam perto de corpos d'água, e com as fêmeas depositando entre cem e 500 ovos em ninhadas aderidas a vegetação aquática ou no substrato.